# Памятник светофору
Памятник светофору (Новосибирск) — первый в России памятник светофору, расположенный в Центральном районе Новосибирска. Памятник представляет собой скульптурную композицию в виде постового, который приветствует светофор.
Памятник расположен на пересечении улиц Сибревкома и Серебренниковской возле школы номер 12, старейшей в городе. В этом месте в 1936 году был установлен один из первых светофоров в Новосибирске. Это был трёхсекционный электрический светофор с ручным переключением. Размещение первых светофоров рядом с образовательными учреждениями происходило по распоряжению городских властей в целях повышения безопасности школьников.
Церемония открытия памятника состоялась 25 июня 2006 года, в День города Новосибирска. Памятник посвящён 70-летию со дня образования ГИБДД. Авторы идеи — начальник управления ГИБДД области полковник Сергей Штельмах и директор «Авторадио-Новосибирск» Виктор Буланкин.
По словам Виктора Буланкина, памятник «символизирует передачу эстафеты от человека к современной системе».
Злободневность проблем, связанных с соблюдением правил дорожного движения, заставляет муниципальные власти различных городов РФ использовать установку подобных памятников как удачный . Вслед за Новосибирском памятник светофору был также установлен и в Перми.
Также памятники светофору есть в Лондоне, Берлине и других городах мира.